# World of Warcraft: Wrath of the Lich King
World of Warcraft: Wrath of the Lich King este al doilea pachet de expansiune pentru popularul joc MMORPG World of Warcraft dezvoltat de Blizzard Entertainment. Lansat pe 13 noiembrie 2008, această expansiune a adus numeroase caracteristici noi și un conținut vast, extinzând universul Azeroth și introducând regiunea înghețată a Northrend, acasă a temutului Rege Lich, Arthas Menethil.

## Caracteristici principale

### Nivelul maxim crescut
Wrath of the Lich King a ridicat nivelul maxim al personajelor de la 70 la 80, oferind jucătorilor noi abilități, talente și conținut de nivel înalt.

### Noua clasă de erou: Cavalerul Morții
Această expansiune a introdus prima clasă de erou din joc, Cavalerul Morții. Disponibil pentru jucători care aveau deja un personaj de nivel 55 sau mai mare, Cavalerul Morții începe la nivelul 55 și are propria sa linie de misiuni de introducere în zona Plaguelands.
- Talente: Blood, Frost și Unholy.
- Abilități unice: Utilizarea rune și runic power pentru abilități speciale.
- Trăsături distinctive: Potrivirea pentru roluri de tank și DPS.

### Continentul Northrend
Northrend este o regiune vastă și variată, compusă din mai multe zone fiecare cu propria sa tematică și poveste:
- Borean Tundra și Howling Fjord: Zonele de start, unde jucătorii încep explorarea Northrend.
- Dragonblight: Casa Templului Wyrmrest și centrul dragonilor.
- Grizzly Hills: O pădure densă cu influențe troll.
- Zul'Drak: Imperiul troll Drakkari.
- Sholazar Basin: O junglă similară cu Un'Goro Crater.
- Storm Peaks: Locația Ulduar și casa titanilor.
- Icecrown: Reședința Rege Lich și locul final al confruntării.

### Raids și Dungeons
Wrath of the Lich King a introdus numeroase raiduri și dungeons noi, oferind conținut pentru jucători solo, grupuri mici și mari:
- Naxxramas: O versiune revizuită a raidului clasic din Vanilla, acum la nivel 80.
- The Eye of Eternity: Confruntarea cu Malygos, aspectul magic.
- Ulduar: Un raid complex cu multe secrete și mecanici inovative.
- Trial of the Crusader: Un turneu pentru a găsi cei mai buni războinici.
- Icecrown Citadel: Confruntarea finală cu Regele Lich.

### Mecanici noi și îmbunătățiri
- Achievements: Un sistem nou care recompensează jucătorii pentru realizări variate, de la explorare și completarea dungeon-urilor, la colectarea animalelor de companie și monturilor.
- Inscription: O nouă profesie care permite jucătorilor să creeze glyph-uri ce modifică abilitățile personajelor, precum și alte obiecte utile.
- Dual Talent Specialization: Permite jucătorilor să comute între două seturi de talente diferite fără a merge la un antrenor, facilitând schimbarea rolurilor.

## Povestea principală
Povestea centrală din Wrath of the Lich King se concentrează pe încercarea de a-l înfrunta pe Arthas Menethil, cunoscut și sub numele de Regele Lich. Acesta fusese cândva un paladin promițător, dar a căzut sub influența sabiei blestemate Frostmourne și a devenit unul dintre cei mai temuti răufăcători din universul Warcraft. Campania jucătorilor îi duce prin diverse regiuni ale Northrend-ului, dezvăluind secretele trecutului lui Arthas și culminând cu asediul cetății Icecrown.

## Receptarea critică
Wrath of the Lich King a fost primit cu recenzii entuziaste, fiind lăudat pentru îmbunătățirile aduse gameplay-ului, povestea captivantă și conținutul bogat. Extinderea a înregistrat vânzări record și a fost considerată un succes major de către comunitatea de jucători și critici deopotrivă.

## Impact și moștenire
Wrath of the Lich King a avut un impact durabil asupra World of Warcraft, consolidând popularitatea jocului și influențând viitoarele expansiuni. Introducerea clasei de erou și a continentului vast, precum și raidurile memorabile, au setat un standard înalt pentru conținutul de expansiune în MMORPG-uri. Moștenirea Rege Lich și a poveștii sale continuă să fie un punct de referință important în lore-ul jocului.
Titlul rămâne una dintre cele mai apreciate expansiuni din istoria jocului, datorită inovațiilor sale, poveștii profunde și a conținutului variat. Acesta a oferit jucătorilor o experiență completă de aventură și descoperire într-unul dintre cele mai iconice universuri de jocuri video. 